# Гребля Ваді-Фулайдж (Сур)
Гребля Ваді-Фулайдж (Сур) — інженерна споруда на сході Оману.
У другій половині 20 століття зростання населення Оману та розширення поливного землеробства почало призводити до виснаження водоносних горизонтів, що на тлі пустельного клімату були головним джерелом прісної води в країні. Як наслідок, розробили програму їх поповнення шляхом спорудження численних гребель, які б утримували воду під час короткочасних дощів та забезпечували максимальне всотування води у алювіальні породи русла.
Шістнадцятою греблею такого типу стала завершена в 1991 році споруда у Ваді-Фулайдж (менш ніж за десяток кілометрів від міста Сур) з водозбірним басейном площею 677 км2. Вона могла утворювати водосховище з об'ємом 0,78 млн м3, а для випуску води до нижньої ділянки русла ваді призначались два водоводи (кульверти).
У 2007 та 2010 роках під час повеней у районі Сура завдано шкоди житловим районам та пальмовим плантаціям, тому вирішили замінити наявну греблю новою спорудою, яка б могла також виконувати функцію захисту від повеней. У межах цього проєкту в 2014—2017 роках звели:
- кам'яно-накидну ділянку з асфальтовим ядром довжиною 1,1 км та висотою до 25 метрів. Її центральна частина завдовжки біля 0,7 км виконана як водопереливна, а тому має габіонне покриття на протилежному від водосховища боці. Спорудження цієї ділянки греблі потребувало переміщення 4,8 млн м3 породи (з них 0,3 млн м3 скельних порід) та 80 тис. м3 габіонів. На створення ядра пішло 60 тисяч тонн асфальту;
- бетонну секцію довжиною біля 0,2 км, яка включає водопереливну ділянку та чотири водопропускні шлюзи. На будівництво секції використали 145 тис. м3 бетону (з них 65 тис. м3 залізобетону);
- дамбу довжиною 1,2 км та висотою до 11 метрів, яка обмежує водосховище з правої сторони.
Під час повені загальна пропускна здатність всіх призначених для цього елементів греблі має становити 6700 м3/с.
Нова споруда здатна утримувати у сховищі 44 млн м3 води.